# Roques de l'Oratori
Les Roques de l'Oratori és una muntanya de 1.744 metres que es troba al municipi de Queralbs, a la comarca catalana del Ripollès.